# Detenció de Jesús

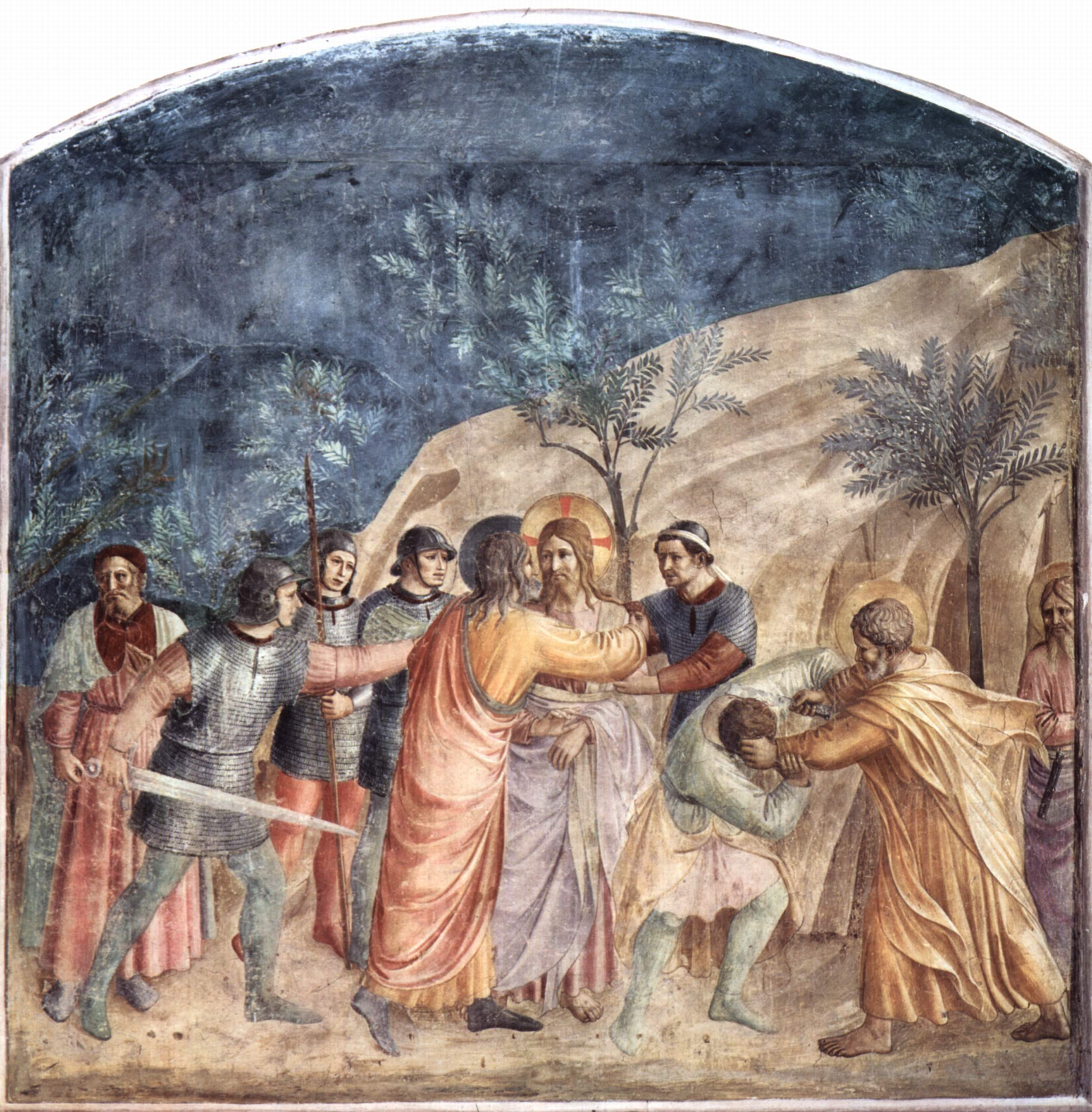
La detenció de Crist, de Fra Angelico.

La Detenció de Jesús és la denominació habitual d'un episodi clau dels Evangelis Canònics, dins del cicle de la Passió de Crist (que s'inicia amb el Sant Sopar  i porta a la seva Crucifixió).
Jesús, que es trobava amb els seus deixebles a l'hort de les oliveres (Getsemaní), és identificat en rebre el Petó de Judes (un senyal convingut, i símbol de la seva traïció), i arrestat pels guàrdies del Sanedrí, que el conduiran davant diferents instàncies que debatran el seu enjudiciament.

## Episodi evangèlic

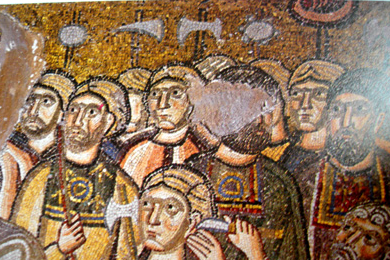
Detall d'un mosaic del Néa Moní (Quíos), amb el tema de la Detenció.

Segons els Evangelis Canònics, després del Sant Sopar, Jesús i els seus deixebles van anar a Getsemaní, un jardí situat a la vora de la vall del Cedró, que probablement era un hort d'oliveres. Una vegada allí es descriu com Jesús abandona el grup i es retira per pregar en privat.
Els Evangelis sinòptics esmenten que Jesús li demana a Déu que l'alliberi de la seva pesada càrrega, i li sol·licita que no hi hagi necessitat de dur a terme els esdeveniments que sabia havien d'ocórrer, no obstant això deixant la decisió final en Déu.
Lluc esmenta que llavors un àngel va aparèixer i li va donar fortalesa a Jesús, en canvi els altres sinòptics solament esmenten el seu retorn després de l'oració. Els sinòptics esmenten que els tres deixebles que acompanyaven a Jesús estaven dormits al seu retorn, i que Jesús els va criticar per haver fallat a romandre desperts tan sols per una hora, suggerint-los que havien de pregar per poder evitar la temptació. Els sinòptics esmenten que Jesús es va anar i va orar novament, i novament va trobar als deixebles dormint al seu retorn, i que després de renyar-los per segona vegada els va deixar novament per orar per tercera vegada.

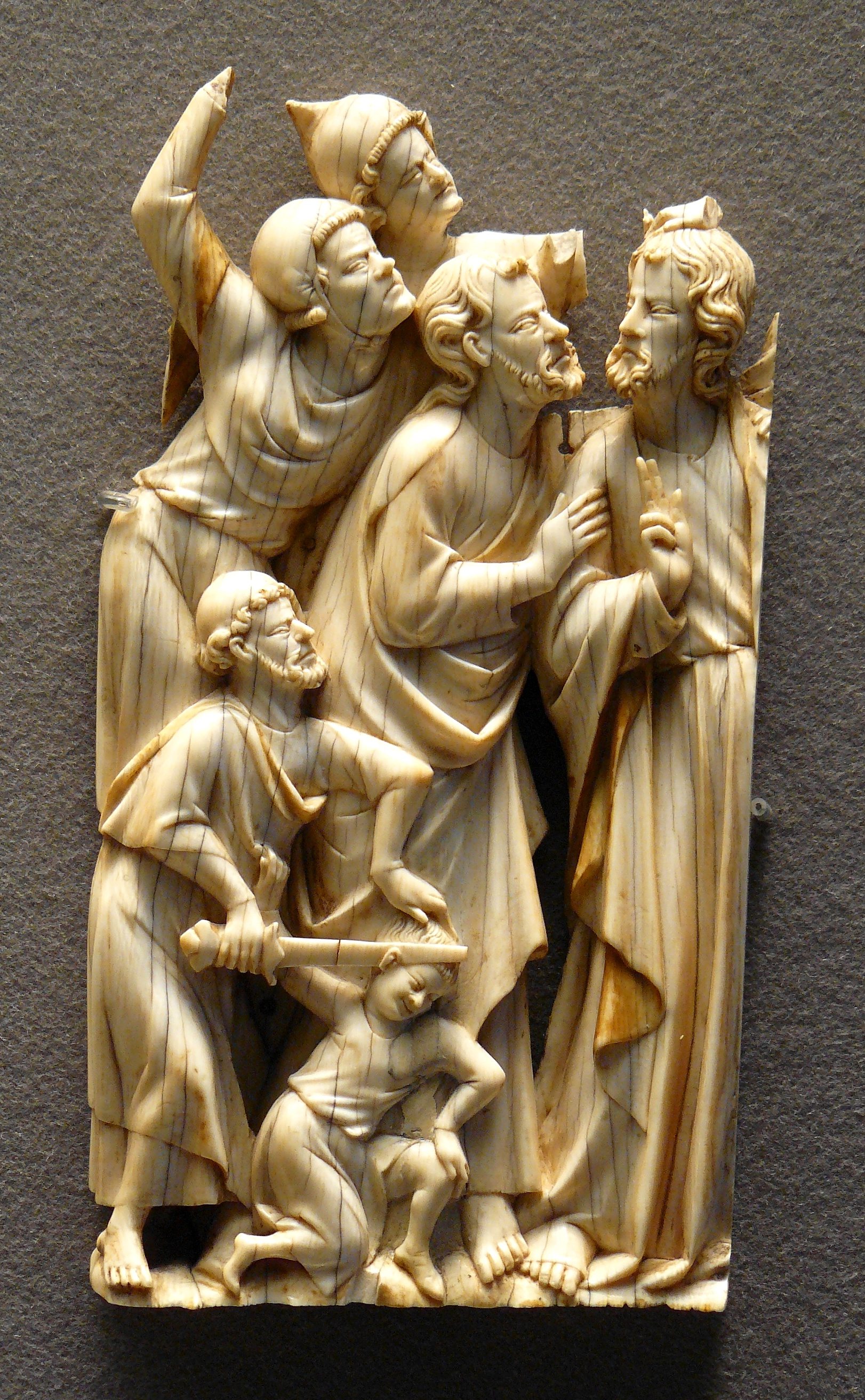
Talla d'ivori representant la Detenció.

En aquest punt Judesapareix en escena, i els sinòptics agreguen que Jesús alerta als seus deixebles sobre això abans que Judes s'acosti. Judes és acompanyat per una multitud que els sinòptics reconeixen com a gent enviada pels sacerdots principals, els escribes i els ancians. Joan agrega que la multitud incloïa a alguns soldats i oficials dels sacerdots principals i a fariseus. És possible que Joan es refereixi a la guàrdia del Sanedrí. Indiferent, davant l'entrada del grup d'homes al jardí, Jesús va sortir al seu pas i els va preguntar, "A qui busquen?". Ells van contestar que estaven a la recerca de Jesús de Natzaret i Judes es trobava entre ells. Jesús els va contestar, "Soc jo", en aquest punt tots els membres del grup que venia a arrestar-ho van caure al sòl.

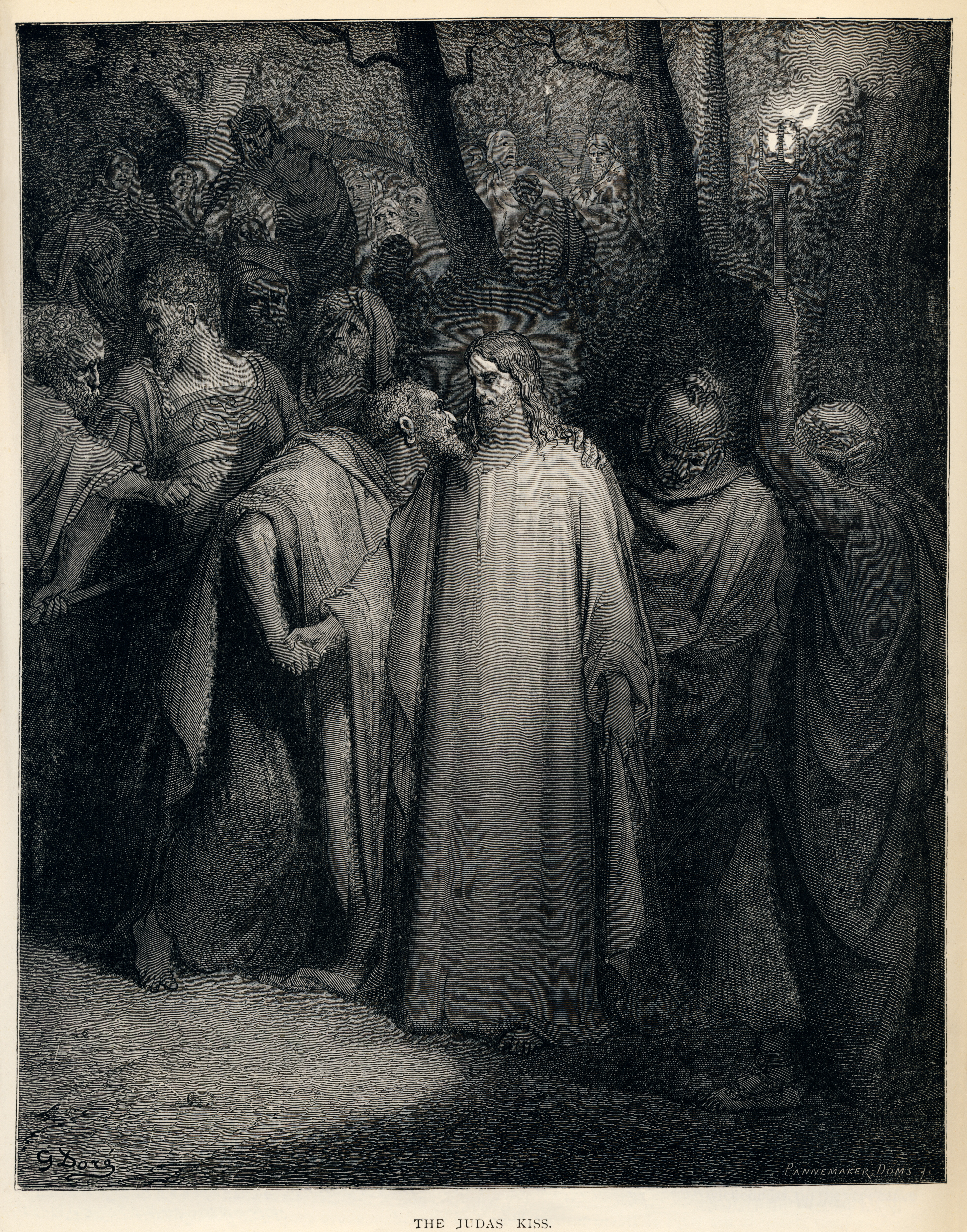
El petó de Judes, de Gustave Doré (1866).

Els relats tradicionals esmenten que Judes fa un petó a Jesús, com a senyal preestablert per indicar qui era Jesús a aquells que acompanyaven a Judes. És poc clar per què la munió no sabia qui era Jesús, sent que els líders dels fariseus i saduceus havien dialogat amb ell prèviament, però un petó era una salutació jueva tradicional donada a un mestre, la qual cosa pot indicar la raó real de l'acte. La Versió dels Estudiosos fa notar sobre el versicle de Mateu 26:48 que "el fet que Judes necessités usar un signe per assenyalar-ho indica que Jesús no era reconegut a Jerusalem per la seva cara". Un cop identificat, la multitud arresta a Jesús, encara que un dels deixebles de Jesús intenta detenir-los fent servir una espasa mitjançant la qual talla l'orella d'un dels homes de la multitud. L'evangeli de Joan especifica que va ser Pere qui va tallar l'orella de Malc, un servent de Caifàs, el summe sacerdot. Lluc agrega que Jesús va guarir la ferida. Joan, Mateu i Lluc esmenten que Jesús va criticar l'acte de violència, insistint que no havien de resistir-se a l'arrest de Jesús, Marc només cita l'acte.
A l'evangeli de Mateu, Jesús diu tots els que prenen l'espasa moriran per l'espasa, expressió que ha esdevingut un tòpic molt usat. Després del judici de Jesús dut a terme pel Sanedrí, d'acord amb l'evangeli de Mateu, Judes s'omple de remordiment i tracta de retornar-los als fariseus les trenta peces de plata, dient que havia "traït a sang innocent". Quan els sacerdots ho refusen, dient-li que la seva moral és assumpte seu, Judes, enutjat, llança els diners en el temple, fuig i es penja. Als Fets dels Apòstols s'esmenta que Judes va usar els diners per comprar un camp, en el qual va caure de cap, "el seu cos va rebentar i els seus intestins es varen escampar". El camp és conegut específicament com a Aceldama, o "Camp de Sang". Els escèptics citen aquests relats com mútuament excloents. Els apologistes harmonitzen aquests esdeveniments dient que Judes va comprar el camp i es va penjar el mateix en ell i algun temps després el seu cadàver descompost va esclatar. En el recentment reconstruït Evangeli de Judes, Judes és representat com el deixeble més estimat per Jesús, aquell a qui va ensenyar moltes veritats ocultes. Les accions de Judes no representen una traïció en aquest relat, sinó un acte d'amistat, i Judes actua segons les instruccions explícites de Jesús.

## Tema iconogràfic
La Detenció és un tema iconogràfic molt tractat a l'art cristià:
- La captura de Crist (Caravaggio)
- El prendimiento de Crist (Goya)
- El prendimiento (van Dick)